# Tuladandasana

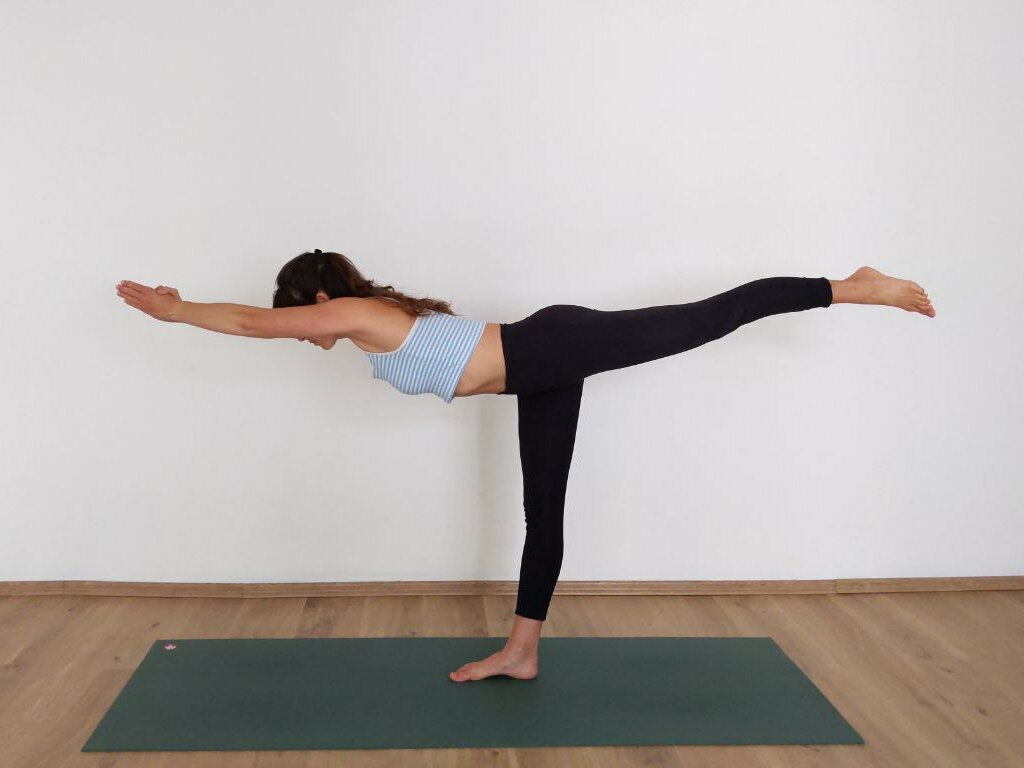
Tuladandasana

Tuladandasana (Sanskrit तुलादण्डासन, IAST tulādaṇḍāsana), deutsch Waage, ist eine Übung des Yoga. Der Sanskritname tulādaṇḍāsana setzt sich zusammen aus tulā „Gleichgewicht“, daṇḍa „Stock, Stab“ und āsana „Sitz“ oder allgemeiner übersetzt „Körperhaltung“. Sie gehört in die Kategorie der stehenden Gleichgewichtsstellungen. Die Übung ist immer auf beiden Seiten auszuführen. Sie wird im Folgenden jeweils nur im Stand auf dem rechten Bein beschrieben.

## Körperliche Ausführung
Im Bikram-Yoga werden im geschlossenen Stand die Arme nach oben geführt. Die Hände berühren sich, alle Finger sind gekreuzt, nur die beiden Zeigefinger bleiben ausgestreckt. Mit dem rechten Bein erfolgt dann ein großer Ausfallschritt nach vorne und der linke hintere Fuß berührt nur noch mit den Zehenspitzen den Boden. Mit geraden Hüften und angespannten Muskeln schwingt man sich nun in eine durchgehende Gerade.
B. K. S. Iyengar nennt die Stellung Virabhadrasana III und entwickelt sie aus der Endstellung von Virabhadrasana I, indem er den Rumpf nach vorne beugt, die Brust auf den rechten Oberschenkel legt und die Arme ausstreckt. Die Handflächen sind zusammen. Nun wird der Körper leicht nach vorne geschwungen – bei gleichzeitigem Heben des linken Beins – und das rechte Standbein durchgestreckt. Der ganze Körper, mit Ausnahme des Standbeins, ist parallel zum Boden. „Strecke die Arme und das linke Bein, als würdest du von zwei Menschen in entgegengesetzte Richtungen gezogen.“
Im Ananda-Yoga, begründet von Swami Kriyananda, einem Schüler von Paramahansa Yogananda, heißt die Übung Ganapatiasana, Ganeshas Position. In der Endposition wird der Kopf leicht angehoben, so dass der Blick über die aneinandergelegten Hände gleiten kann. „Verlängere dich durch die Wirbelsäule nach vorne und durch das rechte Bein nach hinten.“
Der Ashtanga (Vinyasa) Yoga bezeichnet die Asana mit dem Namen Digasana A oder Virabhadrasana C. Sie ist Teil der dritten Serie des Ashtanga Yoga „Sthira Bhaga“. Im Stehen, mit dem Oberkörper nach unten gebeugt, die Hände links und rechts von den Füßen auf dem Boden, hebt man das linke Bein nach hinten und streckt die Arme nach vorne. Die Position wird 5 Atemzüge lang gehalten.
Das Sivananda Yoga Vedanta Zentrum gibt dieser Yogaübung keinen Sanskritnamen, sondern nennt sie einfach Die stehende Stellung.

## Variationen

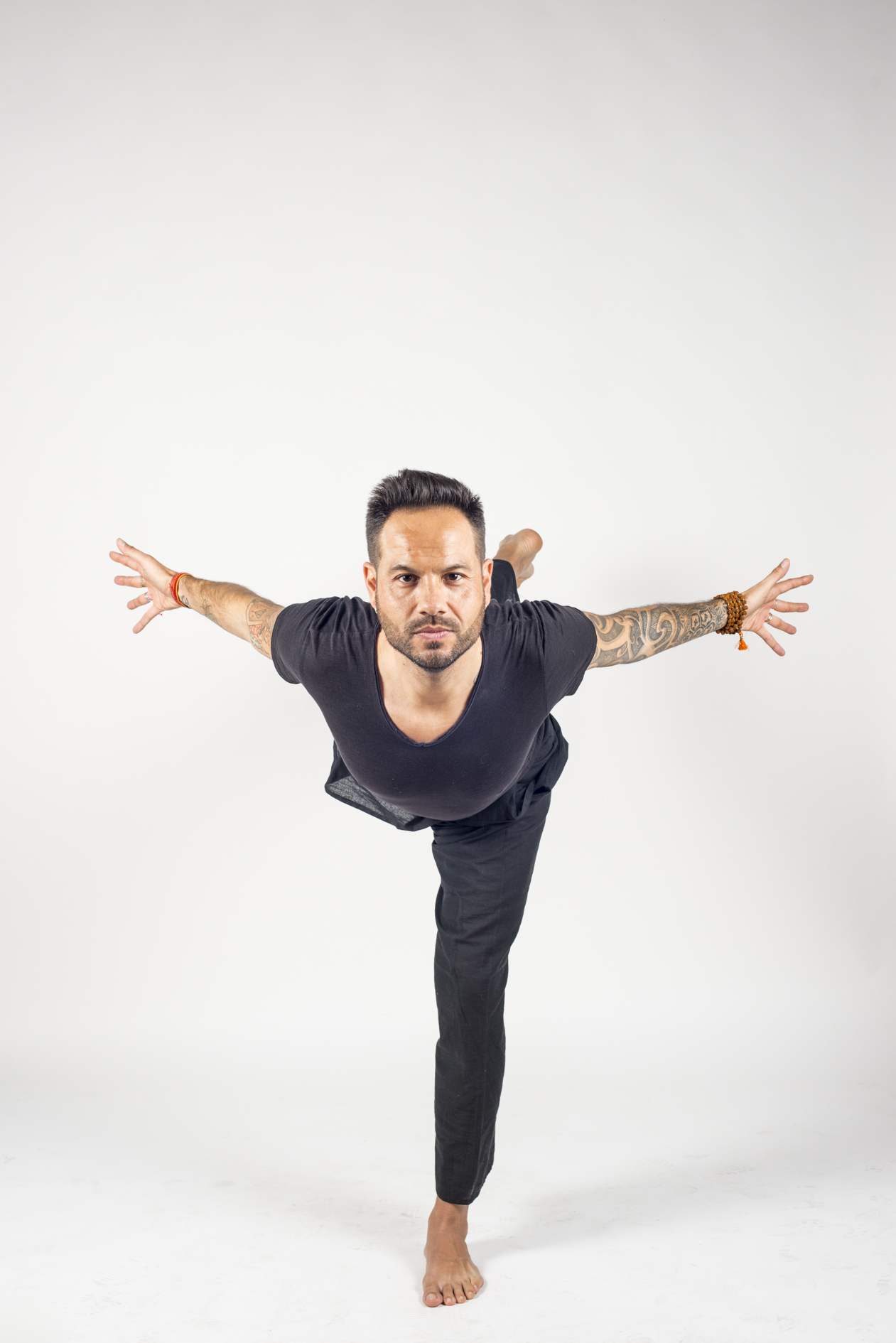
Schwalbe

Bei Parivrtta Tuladandasana, der gedrehten Waage, wird die Rumpf- und Beckenregion gedreht und der Körper ist in dieser Variation sowohl horizontal ausgespannt als auch zur Seite geöffnet.

## Führung der Aufmerksamkeit in der Übung
Im Ananda-Yoga wird vorgeschlagen, nach Erreichen der Endstellung die Position bei natürlichem Atem zu halten und sich bewusst zu machen, dass das Element des soliden Standes fest im rechten Bein verwurzelt ist. Daher kann das Element der Leichtigkeit den Rest des Körpers erfüllen. Der folgende Satz soll während der Ausführung affirmiert werden: „Ich schwebe heiter durch Himmel innerer Freiheit.“

## Gesundheitliche Aspekte
Iyengar sagt, dass die Stellung helfe, die Bauchorgane zusammenzuziehen und zu kräftigen. Die Beinmuskeln würden wohlgeformter werden. Er empfiehlt die Asana den Läufern, da sie Kraft und Geschmeidigkeit verleihe.
Aus der Erfahrung des Ananda-Yoga wird mitgeteilt, dass die Übung das körperliche Gleichgewicht fördere sowie den Rücken und die Wirbelsäule stärke.